# Svalbardposten
Svalbardposten er en norsk ugeavis fra Longyearbyen på Svalbard. Avisen blev stiftet i november 1948 og havde et oplag på 2.636 i 2014.
Svalbardposten er verdens nordligste avis.